# اثر پرواز فضایی بر بدن انسان

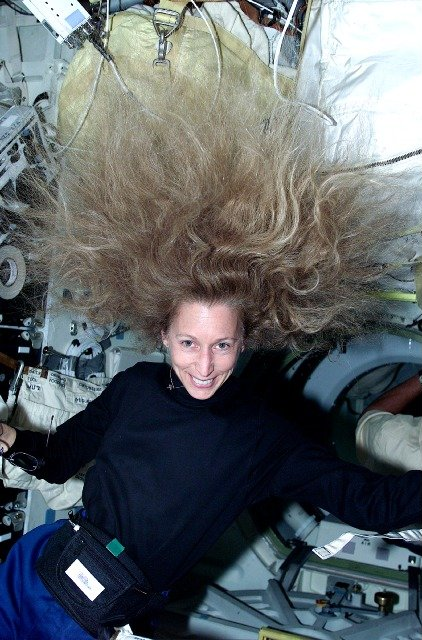
مارشا ایوینز، فضانورد آمریکایی، تأثیر ریزگرانش را روی موهای خود در فضا نشان می‌دهد

اثر پرواز فضایی بر بدن انسان (انگلیسی: Effect of spaceflight on the human body): ورود به محیط فضا اثرات پیچیده و عمدتاً مضر کوتاه‌مدت و بلندمدتی بر بدن انسان دارد. از جمله مهم‌ترین عوارض پروازهای بلندمدت در شرایط بی‌وزنی می‌توان به آتروفی عضلانی و تحلیل رفتن اسکلت (استئوپنی فضایی) اشاره کرد. دیگر مشکلات شامل کاهش عملکرد سیستم قلبی‌عروقی، کاهش تولید گلبول‌های قرمز خون (آنمی فضایی)، اختلالات تعادل، مشکلات بینایی، و تغییرات در سیستم ایمنی بدن هستند.
عوارض اضافی شامل توزیع مجدد مایعات (که باعث ظاهر پف‌کرده معروف به "چهره ماه" در فضانوردان می‌شود)، کاهش توده بدنی، گرفتگی بینی، اختلالات خواب، و افزایش گازهای گوارشی هستند. ارزیابی سال ۲۰۲۴ بیان کرد که مشکلات شناخته‌شده مانند کاهش تراکم استخوان، افزایش خطر ابتلا به سرطان، ضعف سیستم ایمنی، مشکلات بینایی، و چالش‌های سلامت روان همچنان موضوعات نگران‌کننده‌ای هستند. به‌ویژه با توجه به پروازهای فضایی خصوصی و تجاری که بدون پژوهش‌های علمی و پزشکی کافی انجام می‌شوند، این نگرانی‌ها افزایش یافته است.

### چالش‌های فضایی از دیدگاه ناسا
ناسا اثرات مضر پروازهای فضایی را با اصطلاح RIDGE توصیف می‌کند که مخفف تابش‌های فضایی (Radiation)، انزوا و محدودیت (Isolation and Confinement)، فاصله از زمین (Distance from Earth)، میدان‌های گرانشی (Gravity Fields)، و محیط‌های خصمانه و بسته (Hostile and Closed Environments) است.

### پژوهش در مورد بقا و عملکرد انسان در فضا
مسائل مهندسی مرتبط با ترک زمین و توسعه سیستم‌های پیشران فضایی بیش از یک قرن است که مورد بررسی قرار گرفته و تحقیقات گسترده‌ای روی آنها انجام شده است. با این حال، در سال‌های اخیر، تمرکز بیشتری بر بقای انسان و امکان کار در فضا برای دوره‌های طولانی یا حتی نامحدود شده است. این چالش نیازمند همکاری علوم فیزیکی و زیستی است و در کنار مسائل مالی، یکی از بزرگ‌ترین موانع پیش‌روی اکتشافات انسانی در فضا به شمار می‌رود.
درک اثرات پروازهای فضایی بلندمدت بر بدن انسان گامی اساسی در غلبه بر این چالش است.

### یافته‌های علمی اخیر
گزارش ناسا درباره خطرات سلامتی در اکتشافات فضایی (۲۰۱۵):
دفتر بازرسی ناسا در اکتبر ۲۰۱۵ گزارشی درباره خطرات سلامتی مرتبط با اکتشافات فضایی، از جمله مأموریت انسانی به مریخ، منتشر کرد.
مطالعه دوقلوهای فضانورد (۲۰۱۹):
در ۱۲ آوریل ۲۰۱۹، ناسا نتایج پزشکی مطالعه‌ای را منتشر کرد که در آن یکی از دو فضانورد دوقلو یک سال در ایستگاه فضایی بین‌المللی و دیگری روی زمین سپری کرد. این مطالعه تغییرات بلندمدتی مانند تغییرات در DNA و شناخت را نشان داد.
مشکلات گردش خون و لخته‌های خونی (۲۰۱۹):
در نوامبر ۲۰۱۹، پژوهشگران گزارش دادند که فضانوردان در طول اقامت خود در ایستگاه فضایی بین‌المللی با مشکلات جدی در جریان خون و لخته‌های خونی مواجه شده‌اند. این یافته‌ها ممکن است تأثیرات مهمی بر پروازهای فضایی بلندمدت، از جمله مأموریت به مریخ، داشته باشند.

## اثرات فیزیولوژیکی محیط فضا بر انسان
محیط پروازهای فضایی به‌طور چشمگیری با شرایطی که انسان برای زندگی و تکامل در آن سازگار شده، متفاوت است. با این وجود، فناوری‌هایی مانند فضاپیما و لباس‌های فضایی نقش حیاتی در محافظت از افراد در برابر این شرایط سخت دارند. سامانه‌های پشتیبان حیات مسئول تأمین نیازهای اساسی مانند هوا، آب و غذا هستند. این سامانه‌ها علاوه بر حفظ دما و فشار در محدوده‌ای ایمن، وظیفه مدیریت ضایعات بدن را نیز بر عهده دارند. همچنین، محافظت در برابر عوامل خارجی مضر مانند تابش‌های کیهانی و میکروشهاب‌سنگ‌ها برای بقای فضانوردان ضروری است.

### چالش‌هایبی‌وزنی(میکروگرانش)
برخی از خطرات محیط فضا، مانند بی‌وزنی، قابل کاهش نیستند. این شرایط سه تأثیر اصلی بر بدن دارد:
کاهش حس موقعیت‌یابی (Proprioception): توانایی بدن در تشخیص وضعیت و موقعیت خود کاهش می‌یابد.
توزیع مجدد مایعات: مایعات بدن به سمت بالای بدن حرکت می‌کنند، که می‌تواند باعث تغییرات قابل مشاهده‌ای در صورت و بدن شود.
تحلیل سیستم عضلانی-اسکلتی: استخوان‌ها و عضلات به دلیل کاهش استفاده تحلیل می‌روند.
یافته‌های علمی:
در نوامبر ۲۰۱۷، مطالعات MRI نشان داد که سفرهای فضایی طولانی مدت باعث تغییرات عمده‌ای در موقعیت و ساختار مغز فضانوردان می‌شود. این تغییرات با طول مدت اقامت در فضا ارتباط مستقیم دارند.
در اکتبر ۲۰۱۸، پژوهشگران تحت حمایت ناسا گزارش دادند که سفرهای طولانی به اعماق فضا (مانند سفر به مریخ) می‌تواند به بافت‌های گوارشی آسیب جدی وارد کند. همچنین این سفرها ممکن است به مغز فضانوردان آسیب رسانده و روند پیری آنها را تسریع کند.
در مارس ۲۰۱۹، ناسا گزارش داد که ویروس‌های نهفته در بدن انسان ممکن است در طول مأموریت‌های فضایی فعال شوند، که این امر خطرات بیشتری برای مأموریت‌های آینده در اعماق فضا به همراه دارد.

### پزشکی فضایی
پزشکی فضایی شاخه‌ای نوظهور از علوم پزشکی است که به مطالعه سلامت فضانوردان در محیط فضا می‌پردازد. هدف اصلی این علم، درک توانایی انسان برای بقا و عملکرد در شرایط سخت فضا و همچنین سرعت بازگشت به وضعیت طبیعی بدن پس از بازگشت به زمین است. این حوزه همچنین به دنبال توسعه اقدامات پیشگیرانه و درمانی برای کاهش مشکلات ناشی از زندگی در محیط‌های نامناسب برای انسان است.

### اثرات شتاب‌گیری و بازگشت به زمین
در طول پرتاب و بازگشت، فضانوردان شتابی چند برابر نیروی جاذبه (g) را تجربه می‌کنند. انسان‌های آموزش‌ندیده می‌توانند حدود ۳g را تحمل کنند، اما در ۴ تا ۶g ممکن است دچار تاریکی دید یا بی‌هوشی شوند. نیروهای شتاب عمودی (در راستای ستون فقرات) به دلیل انتقال خون از مغز و چشم‌ها سخت‌تر تحمل می‌شوند.
استفاده از لباس‌های مخصوص (G-suit) که جریان خون را به سمت سر هدایت می‌کنند، می‌توانند اثرات منفی را کاهش دهند.
بیشتر فضاپیماها به گونه‌ای طراحی شده‌اند که شتاب‌گیری و شتاب منفی در حد قابل تحمل باقی بماند.

### شرایط محیطی فضا
فضای خارج از جو زمین بدون محافظت مناسب، مرگبار است. بزرگ‌ترین خطر در خلا فضا، نبود اکسیژن و فشار است. دما و تابش‌های کیهانی نیز تهدیدهای جدی محسوب می‌شوند. اثرات این شرایط شامل موارد زیر است:
ایبولیسم: جوشیدن مایعات بدن به دلیل کاهش فشار.
هیپوکسی: کمبود اکسیژن.
هیپوکاپنی: کاهش دی‌اکسیدکربن.
بیماری کاهش فشار: ناشی از تغییرات ناگهانی فشار.
جهش سلولی و تخریب: به دلیل فوتون‌های پرانرژی و ذرات زیراتمی موجود در فضا.

### طراحی لباس فضایی
طراحی‌های فعلی لباس‌های فضانوردی برای فعالیت‌های خارج از سفینه (EMU) به مسائل مختلفی توجه داشته و با گذر زمان بهبود یافته‌اند. یکی از چالش‌های اصلی، ایجاد تعادل بین افزایش حرکت‌پذیری فضانورد (که با فشار بالای لباس کاهش می‌یابد، مشابه سختی تغییر شکل یک بادکنک پر باد نسبت به یک بادکنک خالی) و کاهش خطرات ناشی از کاهش فشار است.
پژوهشگران پیشنهاد کرده‌اند که به جای اعمال فشار یکنواخت بر کل لباس (۲۹.۶ کیلوپاسکال یا ۴.۳ psi)، فقط بخش سر با فشار معادل کابین (۷۱ کیلوپاسکال یا ۱۰.۳ psi) تنظیم شود. در این طراحی، فشار وارد بر تنه می‌تواند به‌صورت مکانیکی کنترل شود، که از کاهش حرکت‌پذیری مرتبط با فشار هوای داخل لباس جلوگیری می‌کند.